# دال ال. بوگر
دال ال. بوگر (انگلیسی: Dale L. Boger؛ زاده ۲۲ اوت ۱۹۵۳) یک دانشمند است.